# الشيخ فضل
قرية الشيخ فضل  هي إحدى القرى التابعة لمركز بني مزار بمحافظة المنيا في جمهورية مصر العربية. حسب إحصاءات سنة 2006، بلغ إجمالي السكان في الشيخ فضل 9118 نسمة، منهم 4555 رجل و4563 امرأة.

## تاريخها
قرية الشيخ فضل وهذا هو اسمها منذ العهد العثماني نسبة إلى الشيخ فضل المدفون فيها. وكان اسمها قبل ذلك إهريت Ehrit ، واسمها القبطي قديمًا أريت Arit. يقول الأستاذ محمد رمزي في قاموسه الجغرافي: «أهريت Ehrit : تبين لي مما ورد في كتاب المسالك لابن حوقل بأن أهريت كانت واقعة شرقي النيل جنوبي ناحية بياض النصارى التى بمركز بنى سويف، ومما ورد في الانتصار أنها كانت واقعة على شاطئ النيل، بدليل أنها ذكرت باسم أهريت وجزائرها، ومما ورد في التحفة السنية باسم أهريت من الأعمال البهنساوية، ومما ذكره بروكس بأن أريت Arit كانت بالقرب من Hipponn وهى التى تعرف باسم الحيبة الواقعة على الشاطيء الشرقي للنيل بمركز الفشن، فبناء على هذه البيانات وإقرار كبار السن من قرية الشيخ فضل تبين لي أن أريت التى وردت في قاموس جوتييه وأهريت التى وردت في كتاب أميلينو هما اسمان لقرية واحدة، وأن هذه القرية لا تزال موجودة، وهى التى تعرف اليوم باسم الشيخ فضل الواقعة على شاطيء النيل الشرقي تجاه بني مزار والقيس بمركز بني مزار بمدينة المنيا، وقد تغير اسم هذه القرية في العهد العثماني نسبة إلى الشيخ فضل المدفون فيها.»